# Hypoxylon ravidoroseum
Hypoxylon ravidoroseum är en svampart som beskrevs av Y.M. Ju, Van der Gucht & J.D. Rogers 1995. Hypoxylon ravidoroseum ingår i släktet Hypoxylon och familjen kolkärnsvampar.   Inga underarter finns listade i Catalogue of Life.